# Scaphiophryne boribory
Scaphiophryne boribory är en groddjursart som beskrevs av Vences, Raxworthy, Nussbaum och Frank Glaw 2003. Scaphiophryne boribory ingår i släktet Scaphiophryne och familjen Microhylidae. IUCN kategoriserar arten globalt som starkt hotad. Inga underarter finns listade i Catalogue of Life.